# U-Bahnhof Piusstraße
Der U-Bahnhof Piusstraße ist eine Station der Stadtbahn Köln. Der im Stadtteil Ehrenfeld gelegene U-Bahnhof wird von den Linien 3 und 4 der Kölner Verkehrsbetriebe bedient. Er wurde im Jahr 1989 eröffnet und verfügt über zwei Gleise. Der Ein- und Ausstieg wird über einen Mittelbahnsteig abgewickelt.

## Lage
Die Station liegt im Stadtteil Ehrenfeld unter der Venloer Straße, die in nordwestlicher Richtung aus Köln herausführt. Dort liegt sie an der Kreuzung der Venloer Straße mit der Piusstraße und der Franz-Geuer-Straße. Ein weiterer Ausgang führt zur Fuchsstraße und der sich dort befindenden Moschee.
Der Bahnhof liegt in der Nähe des Kölner Fernmeldeturms Colonius.

## Architektur
Die U-Bahn-Station hat eine Zwischenebene. Der Mittelbahnsteig ist als Hochflur-Bahnsteig angelegt, mit dem Aufzug zur Straße ist der Bahnhof damit barrierefrei. Die Wände der Gleisebene sind künstlerisch gestaltet von Gerd Winner.

## Linien
| Linie | Linienverlauf | Takt   |
| ----- | --- | ------ |
| 3     | Thielenbruch – Dellbrück – Holweide – Buchheim – Buchforst – Koelnmesse – Bf. Deutz/Lanxess Arena – U Severinstraße – U Poststraße – U Neumarkt – U Appellhofplatz (Breite Straße) – U Friesenplatz – U Hans-Böckler-Platz/Bahnhof West – U Piusstraße – U Körnerstraße – U Venloer Straße/Gürtel (Bf. Ehrenfeld) – U Leyendeckerstraße – U Rochusplatz – U Akazienweg – Bocklemünd – Mengenich – Görlinger-Zentrum | 10 min |
| 4     | Leverkusen-Schlebusch – Köln-Dünnwald – Höhenhaus – Mülheim Wiener Platz – Koelnmesse – Bf. Deutz/Lanxess Arena – U Severinstraße – U Poststraße – U Neumarkt – U Appellhofplatz (Breite Straße) – U Friesenplatz – U Hans-Böckler-Platz/Bahnhof West – U Piusstraße – U Körnerstraße – U Venloer Straße/Gürtel (Bf. Ehrenfeld) – U Leyendeckerstraße – U Rochusplatz – U Akazienweg – Bocklemünd                   | 10 min |

Die Linie 3 verkehrt werktags alle zehn Minuten. Auf der etwa 22 km langen Strecke, die mit einer durchschnittlichen Geschwindigkeit von 26 km/h befahren wird, befinden sich 32 Haltestellen, davon sind elf U-Bahnhöfe. Die Linie verkehrt teilweise nur ab/bis Holweide.
Die Linie 4 fährt ebenfalls werktags im Zehn-Minuten-Takt. Die Strecke der Linie 4 ist ähnlich lang (22 km), bei 29 Haltestellen (davon zwölf U-Bahnhöfe) kann eine durchschnittliche Geschwindigkeit von 28 km/h gefahren werden. Abends fährt die Linie 4 nur bis Bickendorf Rochusplatz.